# Elaeocarpus austroyunnanensis
Elaeocarpus austroyunnanensis là một loài thực vật có hoa trong họ Côm. Loài này được Hu mô tả khoa học đầu tiên năm 1940.